# Grgurevići
Grgurevići is een plaats in de gemeente Sibinj in de Kroatische provincie Brod-Posavina. De plaats telt 175 inwoners (2001).